# William Archibald
William James Archibald (Sydney, 30 ottobre 1912 – Halifax, 29 maggio 2001) è stato un fisico canadese.

## Studi e ricerche
Nacque a Sydney in Nuova Scozia ma crebbe a Bridgetown.
Svolse i suoi studi presso la Dalhousie University e l'Università della Virginia dove ottenne il titolo di Ph.D in fisica nel 1938 con la tesi intitolata «The complete solution of the differential equation for the confluent hypergeometric function». Questa sua pubblicazione riscosse interesse nell'ambiente scientifico in quanto proponeva per la prima volta una soluzione a delle equazioni non ancora risolte.
Nel biennio 1938-39 lavorò per lo Yale College, successivamente fece parte del National Research Council of Canada. Durante la guerra tornò alla Dalhousie University di Halifax, qui ricoprì prima il ruolo di professore di fisica, poi fu il primo titolare della cattedra di fisica teorica e divenne anche presidente della facoltà.
Le sue ricerche si concentrarono principalmente sulla fisica teorica, con particolare attenzione alla meccanica quantistica e alle proprietà dei mesoni. La sua pubblicazione di maggior interesse fu «A demonstration of some new methods of determining molecular weights from the data of the ultracentrifuge» (1947) che grazie alle sue implicazioni in diverse discipline venne citata negli anni successivi in oltre 650 articoli e pubblicazioni scientifiche.

## Onori
Nel 1947 venne nominato membro della Royal Society of Canada e, nel corso della sua carriera, ricevette due lauree honoris causa per i suoi meriti scientifici dalla University of New Brunswick (1961) e dalla Dalhousie University (1979).
La Dalhousie University concede ogni anno una borsa di studio per gli studenti delle discipline scientifiche intitolata a suo nome.